# Mjältön
Mjältön es el nombre que recibe una isla en el centro de la Costa Alta del país europeo de Suecia. Mjältön es la isla más elevada en Suecia, con una altura de 236 metros sobre el nivel del mar. Los lugares más próximos a Mjaeltoen son Norr-Aspviken (2 km al este), Baggviken (2 km al sureste), Onnskaret (2 km al este), Bagdsand (2 km al sur), y Karingskaret (3 km al este).
Está separada de la parte continental en un punto cercano a Mjältösundet.